# Grande Prêmio de San Marino de 2019 (MotoGP)
O Grande Prêmio da MotoGP de San Marino de 2019 ocorreu em 15 de setembro.

## Resultados

### Classificação MotoGP
| Pos | Piloto            | Equipe                       | Moto    | Tempo     | Pontos |
| --- | ----------------- | ---------------------------- | ------- | --------- | ------ |
| 1   | Marc Marquez      | Repsol Honda Team            | Honda   | 42'25.163 | 25     |
| 2   | Fabio Quartararo  | Petronas Yamaha SRT          | Yamaha  | +0.903    | 20     |
| 3   | Maverick Viñales  | Monster Energy Yamaha MotoGP | Yamaha  | +1.636    | 16     |
| 4   | Valentino Rossi   | Monster Energy Yamaha MotoGP | Yamaha  | +12.660   | 13     |
| 5   | Franco Morbidelli | Petronas Yamaha SRT          | Yamaha  | +12.774   | 11     |
| 6   | Andrea Dovizioso  | Ducati Team                  | Ducati  | +13.744   | 10     |
| 7   | Pol Espargaro     | Red Bull KTM Factory Racing  | KTM     | +20.050   | 9      |
| 8   | Joan Mir          | Team SUZUKI ECSTAR           | Suzuki  | +22.512   | 8      |
| 9   | Jack Miller       | Pramac Racing                | Ducati  | +26.554   | 7      |
| 10  | Danilo Petrucci   | Ducati Team                  | Ducati  | +31.456   | 6      |
| 11  | Johann Zarco      | Red Bull KTM Factory Racing  | KTM     | +32.388   | 5      |
| 12  | Aleix Espargaro   | Aprilia Racing Team Gresini  | Aprilia | +34.477   | 4      |
| 13  | Tito Rabat        | Reale Avintia Racing         | Ducati  | +35.325   | 3      |
| 14  | Jorge Lorenzo     | Repsol Honda Team            | Honda   | +47.247   | 2      |
| 15  | Hafizh Syahrin    | Red Bull KTM Tech 3          | KTM     | +1'02.280 | 1      |
| 16  | Miguel Oliveira   | Red Bull KTM Tech 3          | KTM     | +1'07.831 | 0      |
| 17  | Karel Abraham     | Reale Avintia Racing         | Ducati  | +1'24.666 | 0      |
| 18  | Takaaki Nakagami  | LCR Honda IDEMITSU           | Honda   | 1 volta   | 0      |

### Classificação Moto2
| Pos | Piloto                | Equipe                      | Moto      | Tempo     | Pontos |
| --- | --------------------- | --------------------------- | --------- | --------- | ------ |
| 1   | Augusto Fernandez     | FLEXBOX HP 40               | Kalex     | 41'12.535 | 25     |
| 2   | Fabio Di Giannantonio | +Ego Speed Up               | Speed Up  | +0.186    | 20     |
| 3   | Alex Marquez          | EG 0,0 Marc VDS             | Kalex     | +1.283    | 16     |
| 4   | Thomas Luthi          | Dynavolt Intact GP          | Kalex     | +2.733    | 13     |
| 5   | Sam Lowes             | Federal Oil Gresini Moto2   | Kalex     | +8.764    | 11     |
| 6   | Brad Binder           | Red Bull KTM Ajo            | KTM       | +8.952    | 10     |
| 7   | Jorge Navarro         | +Ego Speed Up               | Speed Up  | +9.928    | 9      |
| 8   | Xavi Vierge           | EG 0,0 Marc VDS             | Kalex     | +12.844   | 8      |
| 9   | Enea Bastianini       | Italtrans Racing Team       | Kalex     | +13.916   | 7      |
| 10  | Lorenzo Baldassarri   | FLEXBOX HP 40               | Kalex     | +15.338   | 6      |
| 11  | Luca Marini           | SKY Racing Team VR46        | Kalex     | +17.881   | 5      |
| 12  | Jorge Martin          | Red Bull KTM Ajo            | KTM       | +20.511   | 4      |
| 13  | Andrea Locatelli      | Italtrans Racing Team       | Kalex     | +21.714   | 3      |
| 14  | Somkiat Chantra       | IDEMITSU Honda Team Asia    | Kalex     | +28.673   | 2      |
| 15  | Stefano Manzi         | MV Agusta Temporary Forward | MV Agusta | +30.791   | 1      |
| 16  | Joe Roberts           | American Racing KTM         | KTM       | +31.679   | 0      |
| 17  | Bo Bendsneyder        | NTS RW Racing GP            | NTS       | +32.104   | 0      |
| 18  | Dominique Aegerter    | MV Agusta Temporary Forward | MV Agusta | +32.324   | 0      |
| 19  | Simone Corsi          | NTS RW Racing GP            | NTS       | +34.048   | 0      |
| 20  | Jake Dixon            | Sama Qatar Angel Nieto Team | KTM       | +45.708   | 0      |
| 21  | Iker Lecuona          | American Racing KTM         | KTM       | +47.521   | 0      |
| 22  | Lukas Tulovic         | Kiefer Racing               | KTM       | +54.782   | 0      |
| 23  | Philipp Oettl         | Red Bull KTM Tech 3         | KTM       | +57.945   | 0      |
| 24  | Andi Farid Izdihar    | Honda Team Asia             | Kalex     | +1'03.822 | 0      |
| 25  | Xavi Cardelus         | Sama Qatar Angel Nieto Team | KTM       | +1'07.021 | 0      |

### Classificação Moto3
| Pos | Piloto              | Equipe                      | Moto  | Tempo     | Pontos |
| --- | ------------------- | --------------------------- | ----- | --------- | ------ |
| 1   | Tatsuki Suzuki      | SIC58 Squadra Corse         | Honda | 40'00.034 | 25     |
| 2   | John Mcphee         | Petronas Sprinta Racing     | Honda | +0.112    | 20     |
| 3   | Tony Arbolino       | VNE Snipers                 | Honda | +0.201    | 16     |
| 4   | Jaume Masia         | WWR                         | KTM   | +0.708    | 13     |
| 5   | Dennis Foggia       | SKY Racing Team VR46        | KTM   | +3.232    | 11     |
| 6   | Gabriel Rodrigo     | Kömmerling Gresini Moto3    | Honda | +3.431    | 10     |
| 7   | Marcos Ramirez      | Leopard Racing              | Honda | +3.518    | 9      |
| 8   | Lorenzo Dalla Porta | Leopard Racing              | Honda | +3.740    | 8      |
| 9   | Filip Salac         | Redox PruestelGP            | KTM   | +4.358    | 7      |
| 10  | Raul Fernandez      | Sama Qatar Angel Nieto Team | KTM   | +14.210   | 6      |
| 11  | Stefano Nepa        | Reale Avintia Arizona 77    | KTM   | +17.190   | 5      |
| 12  | Jakub Kornfeil      | Redox PruestelGP            | KTM   | +17.217   | 4      |
| 13  | Andrea Migno        | WWR                         | KTM   | +29.972   | 3      |
| 14  | Riccardo Rossi      | Kömmerling Gresini Moto3    | Honda | +32.133   | 2      |
| 15  | Elia Bartolini      | Sky Junior Team VR46        | KTM   | +32.217   | 1      |
| 16  | Deniz Oncu          | Red Bull KTM Ajo            | KTM   | +51.058   | 0      |

### Classificação MotoE Race 1
| Pos | Piloto           | Equipe                     | Moto     | Tempo     | Pontos |
| --- | ---------------- | -------------------------- | -------- | --------- | ------ |
| 1   | Matteo Ferrari   | TRENTINO Gresini MotoE     | Energica | 12'19.694 | 25     |
| 2   | Hector Garzo     | Tech 3 E-Racing            | Energica | +0.187    | 20     |
| 3   | Xavier Simeon    | Avintia Esponsorama Racing | Energica | +0.590    | 16     |
| 4   | Jesko Raffin     | Dynavolt Intact GP         | Energica | +3.111    | 13     |
| 5   | Niccolo Canepa   | LCR E-Team                 | Energica | +3.284    | 11     |
| 6   | Maria Herrera    | OpenBank Ángel Nieto Team  | Energica | +6.516    | 10     |
| 7   | Lorenzo Savadori | TRENTINO Gresini MotoE     | Energica | +6.883    | 9      |
| 8   | Nicolas Terol    | OpenBank Ángel Nieto Team  | Energica | +7.276    | 8      |
| 9   | Sete Gibernau    | Join Contract Pons 40      | Energica | +14.576   | 7      |
| 10  | Joshua Hook      | OCTO Pramac MotoE          | Energica | +15.568   | 6      |
| 11  | Randy De Puniet  | LCR E-Team                 | Energica | +22.278   | 5      |
| 12  | Bradley Smith    | One Energy Racing          | Energica | +31.146   | 4      |
| 13  | Eric Granado     | Avintia Esponsorama Racing | Energica | +1'10.405 | 3      |

### Classificação MotoE Race 2
| Pos | Piloto           | Equipe                     | Moto     | Tempo     | Pontos |
| --- | ---------------- | -------------------------- | -------- | --------- | ------ |
| 1   | Matteo Ferrari   | TRENTINO Gresini MotoE     | Energica | 12'15.142 | 25     |
| 2   | Hector Garzo     | Tech 3 E-Racing            | Energica | +2.687    | 20     |
| 3   | Mattia Casadei   | Ongetta SIC58 Squadracorse | Energica | +2.844    | 16     |
| 4   | Niccolo Canepa   | LCR E-Team                 | Energica | +2.899    | 13     |
| 5   | Maria Herrera    | OpenBank Ángel Nieto Team  | Energica | +3.022    | 11     |
| 6   | Eric Granado     | Avintia Esponsorama Racing | Energica | +5.448    | 10     |
| 7   | Jesko Raffin     | Dynavolt Intact GP         | Energica | +5.740    | 9      |
| 8   | Bradley Smith    | One Energy Racing          | Energica | +7.013    | 8      |
| 9   | Nicolas Terol    | OpenBank Ángel Nieto Team  | Energica | +8.072    | 7      |
| 10  | Mike Di Meglio   | EG 0,0 Marc VDS            | Energica | +10.405   | 6      |
| 11  | Lorenzo Savadori | TRENTINO Gresini MotoE     | Energica | +10.559   | 5      |
| 12  | Joshua Hook      | OCTO Pramac MotoE          | Energica | +11.312   | 4      |
| 13  | Randy De Puniet  | LCR E-Team                 | Energica | +24.129   | 3      |
| 14  | Kenny Foray      | Tech 3 E-Racing            | Energica | +35.867   | 2      |